# Chrysoscota lacteiplaga
Chrysoscota lacteiplaga är en fjärilsart som beskrevs av Rothschild 1912. Chrysoscota lacteiplaga ingår i släktet Chrysoscota och familjen björnspinnare. Inga underarter finns listade i Catalogue of Life.